# 하후함
하후함(夏侯咸, ? ~ ?)은 중국 삼국 시대 위나라의 장수이다. 촉한 멸망전에 종회의 수하로 참전하였다.

## 생애
263년(경원 4년), 종회와 등애가 촉 정벌을 감행하였다. 강유, 장익, 요화, 동궐이 검각(劍閣)에서 대항하다가 물러났다. 종회는 광한군 부현(涪縣)에 있으면서, 사마(司馬) 하후함과 호군(護軍) 호열 등을 신도현(新都縣)의 대도정(大度亭, 大渡亭)으로 보내 강유군 앞을 막고, 참군(參軍) 원정(爰𩇕)과 장군 구안 등으로 그 뒤를 잇게 했으며, 참군 황보개(皇甫闓)와 장군 왕매(王買) 등은 부현 남쪽으로 가 강유군을 타격하게 했다. 강유 등은 보병과 기병 사오만 명으로 수백 리에 걸쳐 서진하였다. 종회는 그물을 펼치듯 하후함과 황보개 등을 분산시켜 남쪽의 오나라로 향하는 길도, 서쪽의 성도(成都)로 향하는 길도, 북쪽의 도주할 길도 낱낱이 차단하였다. 이외의 행적은 기록이 없어 알 수 없다.

## 삼국지연의
사서가 아닌 소설 《삼국지연의》에서는 제116회에 촉한 멸망전에 나선 종회군 소속의 장수로 위관, 호열, 전속, 방회, 전장(田章), 원정, 구건, 왕매, 황보개, 구안 등과 이름을 올리는 것이 등장의 전부이다.

## 참고 문헌
- 《삼국지》28권 위서 제28 왕관구제갈등종전(王毌丘諸葛鄧鍾傳) 종회전